# جازل باربی رویال
جازل باربی رویال (به انگلیسی: Jazelle Barbie Royale) (زاده ۸ اوت ۱۹۸۷) مدل و ملکه زیبایی آمریکایی است. او برنده مسابقه دوشیزه ملکه بین‌المللی در سال ۲۰۱۹ شد.
او یک زن ترنس است.